# Пьотър Козлов
Пьотър Кузмич Козлов (на руски: Пётр Кузьмич Козлов) е руски пътешественик, географ, изследовател на Монголия и Тибет. Действителен член на АН на Украинската ССР (1928), почетен член на Руското географско дружество.

## Ранни години (1863 – 1887)
Роден е на 15 октомври 1863 година в Духовщина, Смоленска губерния, в небогато еснафско семейство. След като завършва начално училище започва работа като продавач в магазин в съседно село, което е собственост на Николай Михайлович Пржевалски. При едно от своите посещения в селото си Пржевалски обръща внимание на любознателния младеж и оттук нататък съдбата на Козлов е предопределена. През 1883 взема изпитите за пълния курс на реалната Смоленска гимназия и със съдействието на Пржевалски постъпва в Софийския пехотен полк. Няколко месеца след това великия пътешественик взима младия Козлов в своята експедиция в Централна Азия (1883 – 1885).
След завършването на експедицията Козлов постъпва в Петербургското военно училище, през 1887 го завършва с чин подпоручик и е назначен в Лейбгвардейския Екатеринославски полк.

## Експедиционна дейност (1888 – 1926)

### Участие в експедицията на Михаил Певцов (1888 – 1890)
През 1888 – 1890 Козлов участва в последната експедиция на Пржевалски, а след неговата смърт под ръководството на новия ѝ командир Михаил Василиевич Певцов. По време на експедицията Козлов за първи път се проявява като географ и изследовател: дава пълно и обстоятелствено описание на река Кончедаря и езерото Баграшкул, климатичните условия, растителността, животинския свят, бита и обичаите на населението на посетените райони. В самостоятелни походи открива езерото Дашикул (на 4258 м н.в.), хребета Актаг (6392 м) в Руския хребет и прохода Джапакаклик (4765 м). За тези изследвания е удостоен със сребърен медал на Руското географско дружество и приет за негов действителен член.

### Участие в експедицията на Всеволод Роборовски (1893 – 1895)
През 1893 – 1895 участва като първи помощник в експедицията на Всеволод Иванович Роборовски. Самостоятелно изследва котловината на езерото Лобнор и открива пресъхналата древна долина на река Кончедаря и древното езеро Лобнор на 200 км на изток от тогавашното му положение. Той окончателно доказва, че река Кончедаря е блуждаеща река, а Лобнор – местещо се през различните години езеро.

### Монголо-Тибетска експедиция (1899 – 1901)
От юли 1899 до 9 декември 1901 ръководи „Монголо-Тибетската експедиция“ в горните течения на реките Хуанхъ, Яндзъ и Меконг. По пътя натам извършва топографски заснемания по северните склонове на Монголски Алтай, а неговите сътрудници, ботаникът Вениамин Фьодорович Ладигин и топографът Александър Николаевич Казнаков, няколко пъти пресичат планината и от 92° и.д. проследяват южните склонове на планината. Изяснява се, че главния хребет се простира на югоизток до 98° и.д. във вид на единна планинска верига, която постепенно се понижава и завършва с хребета Гичгенийн Нуру, а след това се простира планината Гобийски Алтай, състояща се главно от вериги от малки хълмове и къси ниски странични разклонения.
След това тримата по различни пътища пресичат пустините Гоби и Алашан и след като се съединяват се изкачват на североизточните части на Тибетската планинска земя и се насочват към изворните области на реките Хуанхъ, Яндзъ и Меконг. На левия бряг на Яндзъ Козлов открива хребета Пандитаак(200 км), а на десния – хребета Руско Географско дружество (450 км, 5999 м, вододел между Яндзъ и Меконг), хребета Вудвил-Рокхил (над 6000 м, на десния бряг на Меконг) и на юг – хребета Далай Лама (6340 м, вододел между Меконг и Салуин). На обратния път подробно описва езерото Кукунор (4200 км2). Събира богати колекции от минерали, флора и фауна, включващи неизвестни на науката видове растения и птици. За резултатите от тази експедиция е награден със златен Константиновски медал на Руското географско дружество.

### Монголо-Съчуанска експедиция (1907 – 1909)
От края на 1907 до средата на 1909 ръководи „Монголо-Съчуанската експедиция“, като в нея вземат участие топографът Пьотър Яковлевич Напалков и геологът Александър Александрович Чернов. Експедицията изследва пустинята Алашан и на юг от езерото Сото Нур, на 41°46′ с. ш. 101°09′ и. д. / 41.766667° с. ш. 101.15° и. д., на 1 април 1908 открива древния град Хара Хото, столица на средновековното тангутско царство Си Ся (XIII в.). В хода на разкопките на древния град през пролетта на 1909 открива библиотека състояща се от над 2000 свитъка текстове на тангутски език. Сред тях – уникални проезведения на будистката литература, неизвестни по-рано и нямащи допир с други езици.
От Хара Хото експедицията продължава на югоизток и пресича пустинята Алашан до хребета Хълан, като Напалков и Чернов изследват територията между река Жожуй и средното течение на Хуанхъ и западната част на платото Ордос. Те установяват, че река Жожуй е блуждаеща река и че хребета Арбисо, покрай десния бряг на Хуанхъ се явява североизточно разклонение на планината Хълан. Експедицията завива на югозапад и прониква в най-горното течение на Хуанхъ, където изследва високопланинската до 5000 м област Амдо (34 – 36º с.ш., 100 – 102º и.д.). Новата експедиция обогатява науката с нови материали за природата, флората и фауната и населението на тези части на Централна Азия. След завръщането си е произведен в чин полковник, избран за почетен член на Руското географско дружество и удостоен с награди на много чужди научни дружества и комитети.
За провеждането на следващите изследвания на Козлов му попречва Първата световна война. Взема участие във военните действия като комендант на Яш и Тернопол и му е присъден чин генерал-майор.
През 1917 е назначен за комисар на държавния резерват Аскания Нова, където му се удава да съхрани от унищожение по време на войната голяма част от уникалните му обитатели.

### Монголо-Тибетска експедиция (1923 – 1926)
През 1923 – 1926 провежда последната си експедиция в Монголия и Тибет, която се оказва неудачна. Заради политически интриги успява да посети само Монголия, където в планината Хентий открива и изследва надгробната могила Ноин-Ула, в която са погребани множество хунски военачалници от края на I век пр. Хр. и началото на I век сл. Хр.

## Последни години (1926 – 1935)
След завръщането си от Монголия се заселва в село Стречно, Новгородска област и независимо от разклатеното си здраве продължава да се занимава с популяризиране на географската наука: пише статии и очерци, изнася доклади, лекции и беседи, пътува в различни градове на страната. През 1933 Украинската академия на науките започва организация на експедиция в Тяншан. На Козлов е предложено да я възглави и той се съгласява веднага независимо от влошеното си здраве. Поради различни причини експедицията не се осъществява и неговата последна мечта не се сбъдва. Заболява сериозно и умира на 26 септември 1935 година в санаториум в Петерхоф, близо до Ленинград, на 71-годишна възраст.

## Памет
Неговото име носят:
- ледник в Монголски Алтай;
- проход в планината Кунлун.

## Съчинения
- Монголия и Кам, 1899 – 1901, (2 изд., М., 1948).
- Тибет и Далай-Лама, П., 1920.
- Монголия и Амдо и мертвый город Хара-Хото, 2 изд., М., 1947.
- В азиатских просторах, М., 1947.
- Путешествие в Монголию, 1923 – 26, М., 1949.
- Руский путешественик в Центральной Азии, Избр. труды, М., 1963 (библ.).